# 第二套橫式新臺幣
| 舊臺幣及各套新臺幣概况 |
| ---------------------- |
| 舊臺幣                 |
| 第一套直式新臺幣       |
| 第二套直式新臺幣       |
| 第三套直式新臺幣       |
| 第四套直式新臺幣       |
| 金門馬祖大陳專用紙幣   |
| 第一套橫式新臺幣       |
| 第二套橫式新臺幣       |
| 第三套橫式新臺幣       |
| 第四套橫式新臺幣       |
| 第五套橫式新臺幣       |
| 新臺幣硬幣             |

第二套橫式新臺幣于民國59年（1970年）開始發行，由中央印製廠青潭廠與萬華廠印製。

## 概覽
本套新臺幣開始在票面加上「中華民國」字樣，由於兩家印製廠不久便停止產製鈔票，本套鈔票很快被第三套橫式新臺幣取代。
採用滿版水印作為防偽功能。
背面開始使用陽明山上的中山樓作為主景。

## 一覽表

### 臺灣用鈔券
| 图案 | 说明 |
|      | 伍圓（NT.$ 5） 藍色調，（正面：國父孫中山頭像 / 背面：中山樓圖像），劉炎志設計，風景與花飾則為陳廉惠雕刻，正背雙面皆凹版， 中央印製廠青潭廠印製（首次以大電機乾印方式印製）， 版別：華一版（中央水印） （页面存档备份，存于），年版：民國58年（1969年），鈔券尺寸(毫米)：155 X 66。 第一批于民國59年（1970年）12月21日发行，「中央」字樣滿版水印， 第二批于民國62年（1973年）9月8日发行，版別：華一版（梅花水印） （页面存档备份，存于）「梅花」圖樣滿版水印， 以上均於民國91年（2002年）7月1日起停止流通。                                             |
|      | 拾圓（NT.$ 10） 紅色調，（正面：國父孫中山頭像 / 背面：中山樓圖像），劉炎志設計，風景與花飾則為李炳乾雕刻，正背雙面皆凹版，中央印製廠青潭廠印製， 版別：華一版（中央水印） （页面存档备份，存于），年版：民國58年（1969年），鈔券尺寸(毫米)：155 X 66。 第一批于民國59年（1970年）12月21日发行，「中央」字樣滿版水印， 第二批于民國63年（1974年）8月1日发行，版別：華一版（梅花水印） （页面存档备份，存于）「梅花」圖樣滿版水印， 第三批于民國64年（1975年）11月10日發行，版別：華一版（梅花水印，A組）， 以上均於民國91年（2002年）7月1日起停止流通。 |
|      | 伍拾圓（NT.$ 50） 紫色調，（正面：國父孫中山頭像 / 背面：中山樓圖像），正面陳木淦設計、鮑良玉雕刻，背面為陳靖雄設計、李繼成雕刻， 中央印製廠萬華廠印製（採平版印刷），版別：華一版（中央水印），「中央」字樣滿版水印， 年版：民國59年（1969年），鈔券尺寸(毫米)：162 X 69。 于民國60年（1971年）1月18日发行，民國91年（2002年）7月1日起停止流通。 |
|      | 壹佰圓（NT.$ 100） 綠色調，（正面：國父孫中山頭像 / 背面：總統府圖像），正面陳肇榮設計、鮑良玉雕刻，背面為吳仲雄設計、劉月樵雕刻， 中央印製廠萬華廠印製，版別：華一版（中央水印） （页面存档备份，存于），「中央」字樣滿版水印， 年版：民國59年（1969年），鈔券尺寸(毫米)：165 X 71。 于民國60年（1971年）1月18日发行，民國91年（2002年）7月1日起停止流通。 |

### 限金門、馬祖通用鈔券
| 图案                                                                             | 说明 |
| 新臺幣拾圓券（NT.$ 10） （民國58年版） 民國63年發行 加印「限金門地區通用」字樣。 | 拾圓（NT.$ 10） 紅色調，（正面：國父孫中山頭像，加印「金門」及「限金門地區通用」字樣 / 背面：中山樓圖像，加印「金門」字樣）， 版別：華一版，年版：民國58年（1969年），鈔券尺寸(毫米)：157 X 66。 民國64年（1975年）8月15日發行，民國70年（1981年）12月8日停用。 民國41年5月1日公告發行之「金門」地名新臺幣券，僅限於金門地區流通，不得攜出金門以外地區使用。 |
| 新臺幣拾圓券（NT.$ 10） （民國58年版） 民國63年發行 加印「限馬祖地區通用」字樣。 | 拾圓（NT.$ 10） 紅色調，（正面：國父孫中山頭像，加印「馬祖」及「限馬祖地區通用」字樣 / 背面：中山樓圖像，加印「馬祖」字樣）， 版別：華一版，年版：民國58年（1969年），鈔券尺寸(毫米)：157 X 66。 民國64年（1975年）8月15日發行，民國70年（1981年）12月8日停用。 民國48年11月1日公告發行之「馬祖」地名新臺幣券，僅限於馬祖地區流通，不得攜出該地區以外使用。  |

### 硬幣
| 图案                                                       | 说明 |
| 新臺幣伍圓（NT.$ 5） （民國59年版） （页面存档备份，存于） | 伍圓（NT.$ 5） 材質：銅鎳合金（銅75%、鎳25%），中央造幣廠製造，正面為蔣中正頭像，背面為伍圓面值， 發行日期：民國59（1970）年10月31日發行 年版（首發）：民國59年。 發行地區：臺灣 直徑：29毫米。 重量：9.5公克。 幣邊：全絲邊。 民國70年（1981年）12月8日停用。 |

## 舊版新臺幣鈔券與硬幣處理
民國89年（2000年）7月1日，臺灣銀行（部分為中央銀行訊息）新聞稿說明：新臺幣自中華民國89年（2000年）7月1日起改由中央銀行發行，有關各種舊版新臺幣券幣停止流通日期如下：
臺灣銀行－舊版新臺幣仍可持向本行國內各營業單位等值兌換（中央銀行－停止流通之舊版新臺幣仍可持向臺灣銀行各營業單位兌換等值現行流通券幣。）
- 票面載明「臺灣銀行」之各類舊版新臺幣鈔券，除新臺幣發行五十週年紀念性伍拾圓塑膠鈔券外，已於民國91年（2002年）7月1日起停止流通。
- 民國68年（1979年）以前發行之伍圓硬幣、壹圓硬幣（除慶祝總統  蔣公八秩華誕及響應聯合國糧農組織糧食增產運動紀念幣外)、民國38年（1949年）版伍角硬輔幣（銀幣）、民國43年（1954年）版伍角硬輔幣（合金幣）、民國62年（1973年）以前各年版伍角硬輔幣（黃銅幣）、民國39年（1950年）版貳角硬輔幣、民國38年（1949年）版壹角硬輔幣、民國44年（1955年）版壹角硬輔幣及民國63年（1974年）以前各年版壹角硬輔幣已於民國71年（1982年）12月8日起停止流通。

## 資料來源
- 新臺幣券、幣典藏寶庫（清朝至新臺幣時期）分類查詢 （页面存档备份，存于）中央銀行 民國109年（2020年）年7月8日補登
- 新臺幣券、幣典藏寶庫（清朝至新臺幣時期）典藏搜索 （页面存档备份，存于）中央銀行 券幣數位博物館 民國110年（2021年）1月7日補登

1. ↑  新臺幣伍圓 /新臺幣時期/硬幣/新、或舊臺幣 （页面存档备份，存于）券幣典藏寶庫/券幣數位博物館 中央銀行
2. ↑  舊版新臺幣之兌換 （页面存档备份，存于）臺灣銀行
3. ↑  舊版新臺幣兌換 （页面存档备份，存于）中央銀行